# Миголська Гора
Миголська Гора (словен. Migolska Gora) — поселення в общині Мирна, регіон Південно-Східна Словенія, Словенія.